# 2013 FT28
2013 FT28 — транснептуновый объект. Существование объекта установлено 16 марта 2013 года в обсерватории Серро-Тололо, Чили, сам объект выявлен 30 августа 2016 года.
2013 FT28 является первым объектом с большим значением большой полуоси и перигелийного расстояния, орбита располагается противоположно относительно орбит других известных транснептуновых объектов, таких как Седна и 2012 VP113, то есть долгота перицентра отличается на 180° от значений для других объектов. Орбита 2013 FT28 кажется устойчивой, хотя моделирование показало, что могут существовать резонансные взаимодействия с планетами-гигантами.
Аргумент перицентра имеет значение близкое к величине для другого ТНО, 2015 KG163.

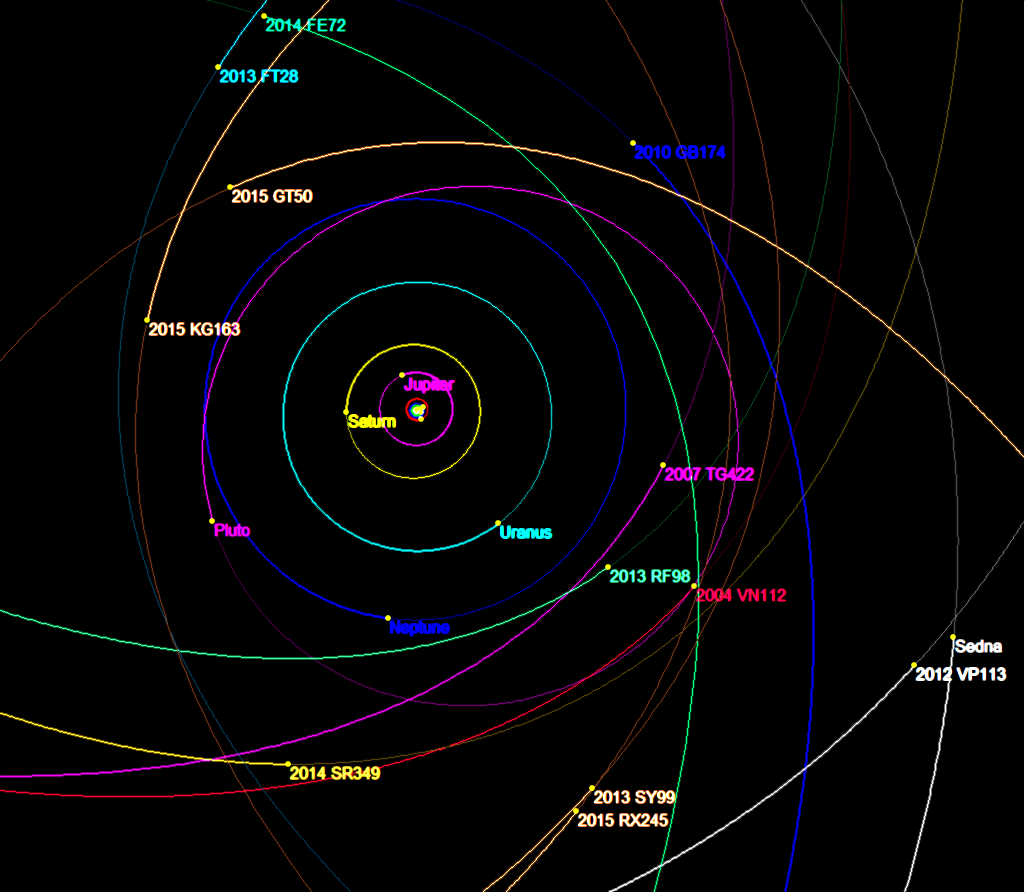
Современные положения объектов вблизи перигелия